# Elektriciteitscentrale Teruel
De  Teruel-Elektriciteitscentrale was een Spaanse bruinkoolcentrale in de gemeente Andorra (provincie Teruel) in de autonome regio Aragón.
De centrale had een schoorsteen van 343 meter hoog, drie 107 meter hoge koeltorens en drie stookovens met elk een vermogen van 350 megawatt. De bruinkool werd deels lokaal ontgonnen (110,9 miljoen ton) en deels geïmporteerd (31,7 miljoen ton), het bevatte tot ongeveer 7% zwavel. In 1992 werd de centrale uitgerust met filters, zodat er meer als 90% van de schadelijke zwaveldioxide uit de rook gefilterd werd. De centrale heeft in bijna 40 jaar tijd, ruim 142 miljoen ton aan kolen verbruikt en daarmee in totaal 224.000 GWh aan elektriciteit geproduceerd.